# Joe Engle
Joe Henry Engle (Chapman, 26 de agosto de 1932 – 10 de julho de 2024) foi um astronauta e Engenheiro aeronáutico dos Estados Unidos. 

## Biografia
Formado em Engenharia Aeronáutica pela Universidade do Kansas, Engle ajudou a testar o  X-15 e durante os anos de testes ganhou vários prêmios. Foi um dos primeiros astronautas a participar do programa espacial, depois de ter testado o voo do ônibus espacial Enterprise em 1977. Ele também estava a bordo do segundo teste orbital do  Columbia em 1981, missão STS-2. Engle faleceu no dia 10 de julho de 2024, aos 91 anos, em sua casa em Houston, Texas.